# Villa Hecht

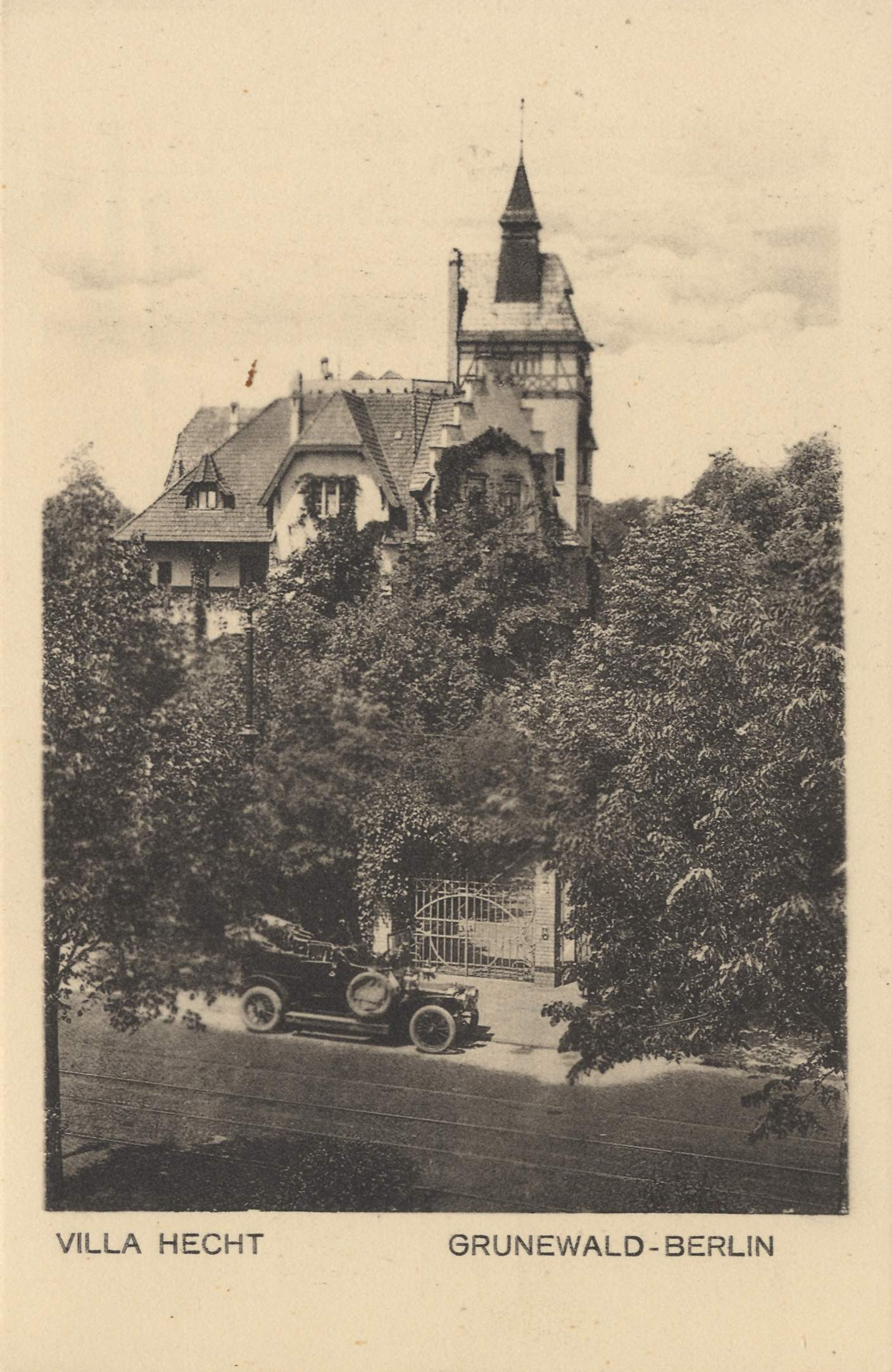
Villa Hecht in Berlin um 1910

Die Villa Hecht wurde um 1900 erbaut und ist ein herrschaftlicher Bau am Hasensprung im Berliner Ortsteil Grunewald des Bezirks Charlottenburg-Wilmersdorf. Das damalige Einfamilienhaus wurde zum Mehrfamilienhaus umgebaut, hat aber mit seinen hohen Decken und anspruchsvollen Grundrissen nicht an Charme verloren. Das Haus steht in der zweiten Reihe zur Koenigsallee 35 zwischen Koenigssee und Dianasee. Bauherr war der Kaufmann Walter Hecht.

## Architektur
Bei der Villa Hecht in der Villenkolonie Berlin-Grunewald bei Berlin, die nach den Plänen von Karl Eduard Bangert in 13 Monaten – vom 15. Februar 1898 bis 15. März 1899 – erbaut worden war, wurde der Grundriss nach einem vom Bauherrn aufgestellten Programm gestaltet, das den diagonalen Aufgang mit vorgelegter Loggia und den drei Hauseingängen forderte. Gleichsam die Seele der ganzen Raumdisposition bildet eine zweigeschossige Oberlicht-Mittelhalle, um die sich alle anderen Räume gruppieren. Die äußere Architektur war durch den von der Königsallee zum Dianasee stark abfallenden Bauplatz bedingt. Der Erdgeschossfußboden wurde einen Meter über der Straßen-Oberkante angenommen; dadurch mussten die Fundamente zum Teil über fünf Meter „heraufgeholt“ werden. Um zu verhindern, dass der Beschauer den Eindruck gewinne, als ob das Gebäude „versinke“, wurde der vor dem Hause liegende Teil des Gartens gleich hinter der Straße versenkt, waagerecht bis hinter das Haus geführt und dann die etwa sieben Meter betragende Höhendifferenz in zwei Terrassen ausgeglichen. Die energische Höhenentwicklung, die dem Bau gegeben worden ist, wird durch die beiden Fernblicke von der Koenigsalleebrücke über den Koenigssee und von der Fontanestraße aus über den Dianasee begründet. Der Sockel ist in Sandstein ausgeführt, das Kellergeschoss ist mit roten Steinen, die teilweise bis zum ersten Stockwerkhinaufgezogen sind, die übrigen Flächen mit grauweißen Ullersdorfer Steinen verblendet. Der Turm hat eine Verblendung mit 3 cm starkem Bohlenfachwerk und gelblich weißen Steinen erhalten. Die Architekturteile sind in Sandstein hergestellt, das Dach ist mit rotbraun glasierten Falzziegeln gedeckt. Für die Gestaltung der Innenarchitektur war die Abneigung des Bauherrn gegen Prunk und Eleganz bestimmend gewesen. Daher wurde überall versucht, mit den einfachsten Mitteln eine frische Behaglichkeit zu erzielen. Großen Wert legte der Besitzer auf hygienische Einrichtungen. So hat das Haus mehrere Badezimmer, eine isolierte Krankenstation, einen Turn- und Fechtsaal, eine Kegelbahn und dergleichen mehr aufzuweisen. Ferner befinden sich im Hause eine Zentralwarmwasserheizung mit Warmwasserbereitungsanlage und eine eigene Dynamoanlage mit Akkumulatoren, im Garten eine Gewächshausanlage. Die Bauausführung erfolgte durch Maurermeister Carl Mittag. Die Baukosten betrugen einschließlich der Gartenanlagen, des Gewächshauses usw. etwa 350.000 Reichsmark.

## Prominente Bewohner
Die Schriftstellerin Ingeborg Bachmann wohnte von August 1963 bis 1965 im Anwesen in der Koenigsallee 35.

## Architektur im Grunewald
Wahrscheinlich war die Villenkolonie Grunewald als „Millionärskolonie“ die spektakulärste Wohnsiedlung Berlins. Sie zog Staunen, Verwunderung, Neid, Hass oder Verachtung auf sich, kalt ließ sie niemanden. Schon der Gassenhauer, der ihre Entstehung begleitete, bringt die ambivalenten Reaktionen der Berliner zum Ausdruck: „Im Grunewald, im Grunewald ist Holzauktion.“ Auch damals war es höchst unpopulär, für die Anlage einer Wohnsiedlung Bäume zu fällen, und der Grunewald war in Berlin als Erholungsgebiet eigentlich sakrosankt.